# Henri Marrou
Henri-Irénée Marrou (Marsella, 12 de noviembre de 1904 - Bourg-la-Reine, 11 de abril de 1977), fue un historiador especializado en la antigüedad tardía francesa, en el cristianismo primitivo (en concreto de Agustín de Hipona), en la educación antigua y en la filosofía de la historia.

## Biografía
Nacido en 1904 en una familia católica de clase media, del Mediodía francés, Marrou realizó sus estudios en la  Escuela Normal Superior de París sobre la calle Ulm, y obtuvo la agregación de Historia en 1929, en segunda posición, detrás de Alphonse Dupront. Entró, acto seguido, en la Escuela Francesa de Roma, donde trabajó hondamente sobre la figura de Agustín de Hipona.
Admirador de Pierre Teilhard de Chardin y de Charles Péguy, conoció a Emmanuel Mounier, con quien colaboraría en la revista Esprit a partir de 1935. Fue asimismo el fundador de los Estudios agustinianos. 
Viajó entonces a Nápoles y El Cairo, antes de ser docente en Nancy y luego Montpellier. Se doctoró en 1937, con la presentación de su tesis sobre San Agustín y el fin de la cultura antigua. Músico aficionado, se convertiría además en miembro de la Academia Charles-Cros y redactaría bajo el seudónimo de «Henri Davenson», artículos y libros de musicología. Publicaría también en dicha revista artículos que serían ensamblados en 1978 con el título Crisis de nuestro tiempo y reflexión cristiana (de 1930 a 1975). 
Durante la Segunda Guerra Mundial, se unió a la Resistencia. De 1945 a 1975, ocupó la cátedra de historia del cristianismo en la Sorbona y escribió sus obras más importantes. Fue uno de los primeros colaboradores de la colección Fuentes cristianas; publicó a su vez la Patristica Sorbonensia, editados por Le Seuil, una colección de trabajos académicos sobre temas relacionadas con los Padres de la Iglesia Católica, a los que había asimismo editado. 
Por otro lado, con otros estudiosos denunció el uso de la tortura durante la Guerra de Argelia, actitud que le valdría persecución en ese momento. Aprobó vivamente el Concilio Vaticano II, combatiendo a su vez a los integristas y los progresistas influenciados por el marxismo; pero no le atrajo del Mayo francés.
Sus libros ricos y ponderados sobre la cultura intelectual y religiosa de la Antigüedad Tardía, sus trabajos sobres los Padres de la Iglesia Católica (particularmente Agustín de Hipona), sus reflexiones sobre el «conocimiento histórico» y la teología de la historia, le valdrían una reputación internacional, y atrajeron a muchos discípulos. 
Fue amigo del historiador y crítico de la escuela francesa de los Annales, Marcel Simon y del compositor Émile Goué.

## Distinciones
- Miembro de la Academia de las inscripciones y lenguas antiguas (1967)

## Obras
- Fondements d'une culture chrétienne, París, Bloud & Gay, 1934
- Saint Augustin et la fin de la culture antique, París, De Boccard, 1938 (tesis principal).
- ΜΟΥΣΙΚΟΣ ANHP. Étude sur les scènes de la vie intellectuelle figurant sur les monuments funéraires romains, Grenoble, Didier & Richard, 1938 (tesis secundaria).
- Traité de la musique selon l'esprit de saint Augustin, París, Le Seuil, 1942.
- Le livre des chansons ou introduction à la connaissance de la chanson, París, Le Seuil, 1944.
- Histoire de l'éducation dans l'Antiquité, París, Le Seuil, 1948. Tr.: Historia de la educación en la antigüedad, EUDEBA, Buenos Aires, 1970 (Traducción de José Ramón Mayo); Akal, 2004 ISBN 978-84-7600-052-6
- L'ambivalence du temps de l'histoire chez saint Augustin, París, Vrin, 1950.
- De la connaissance historique, París, Le Seuil, 1954. Tr.: El conocimiento histórico, Editorial Labor, S. A., 1968; Idea Books, 1999 ISBN 978-84-8236-135-2
- Saint Augustin et l'augustinisme, París, Le Seuil, 1955. Tr.: San Agustín y el agustinismo, Aguilar, 1960 ISBN 978-84-03-15011-9
- Les troubadours, Paris, Le Seuil, 1961.
- Nouvelle histoire de l'Eglise. Tome I, 2e partie: De la persécution de Dioclétien à la mort de Grégoire le Grand, Paris, Le Seuil, 1963. Tr.: Nueva historia de la Iglesia, Ediciones Cristiandad, 1977 ISBN 978-84-7057-222-7
- L'Église de l'Antiquité tardive 303-604, París, Le Seuil, 1985 (reed. separada del título anterior).
- Théologie de l'histoire, París, Le Seuil, 1968. Tr.: Teología de la Historia, Rialp, 1978 ISBN 978-84-321-1961-3
- Patristique et humanisme, París, Le Seuil, 1976.
- Décadence romaine ou antiquité tardive?, París, Le Seuil, 1977 (póstumo). Tr.: Decadencia romana o antigüedad tardía?, Rialp, 1980 ISBN 978-84-321-2022-0

- Christiana tempora. Mélanges d'histoire, d'archéologie, d'épigraphie et de patristique, Rome, École française de Rome, 1978;
- Crise de notre temps et réflexion chrétienne (1930-1975), Paris, Beauchesne, 1978 (posthume);
- Carnets posthumes, Paris, Editions du Cerf, 2006.